# NGC 361
NGC 361 es un cúmulo abierto en la Pequeña Nube de Magallanes. Se encuentra en la constelación de Tucana. Fue descubierto el 6 de septiembre de 1826 por James Dunlop.
John Louis Emil Dreyer lo describió como "muy muy débil, bastante grande, poco extendido, gradualmente medio más brillante" (en inglés "very very faint, pretty large, very little extended, very gradually brighter middle.".